# Бронзана ограда из Медијане
Бронзана ограда из Медијане, је артефакт од ливене бронзе, изузетне лепоте, откривен током истраживања спроведених 2000. године у археолошком парку Медијана у источном делу Ниша, на пола пута за Нишку Бању, повременом боравишту римских царева, на њиховом пропутовању кроз Наисус. Медијана је у време владавине цара Константина Великог, била римско насеље или комплекс летњих резиденција типа урбаних вила раскошно украшених бројним уметничким делима и велико пољопривредно газдинство, отвореног типа, покрај пута, који је од Наиса водио ка истоку, према Сердици и даље према Константинополису. Насеље је настало на самом крају 3. или почетком 4. века.
Почетак и крај 20. века обележила су два значајна налаза у Нишу: 1900. пронађена је Константинова глава у кориту реке Нишаве, а 2000. године на археолошком локалитету Медијани делови бронзане ограде с хермама. Судећи по попрсјима божанстава Асклепија и Луне, главама Медуза и лавова изливених у бронзи, ограда се највероватније налазила на улазном делу у неки интимни или сакрални простор на Медијани. Могуће да је ограда била део ентеријера царског простора, у коме се он представљао својим поданицима, цивилима и војницима. Претпоставља се да је то могао бити улаз у апсидални део триклинијума простране луксузне виле са перистилом, у којој су боравили многи цареви из 4. века н. е. приликом њихових путовања на Исток.
Ограда се састојала од осам канцела – четири са леве и четири са десне стране. Са сваке стране ограде стајале су по три херме „јатричка божанстава“ (како их назива Милоје Васић). До данас су сачувана четири канцела, две херме са ликовима Асклепија и Луне, као и подножје треће херме, очито неког женског божанства.
Бронзана ограда из Медијане, изложена је у Народном музеју у Нишу, као део сталне поставке музеја о античком Наисуусу.

## Историја
Златни период у историји и животу Наиса (данашњег Ниша), започео је почетком 4 века н. е. доласком на престо Римске империје Константина Великог, рођененог у Наису 26. фебруара 280. године н. е. Током тридесетогодишње владавине (306–337) Константин је неколико пута боравио у родном граду, који је величанствено украсио, по свој прилици, велелепним и раскошним јавним, профаним и сакралним грађевинама, чији је ентераијер и екстеријер био богато украшен статуама, и другим предметима изливеним од бронзе. У првим деценијама 4. века н. е. у Наисусу је постојала радионица за производњу војне опреме и за израду сребрног посуђа.
По мишљењу истраживача локалитета Медијана, ограда, највероватније првобитно није била намењена резиденцији у Медијани, већ је на овај простор донета много касније, (претпоставља се око 361. године), по жељи императора Јулијана. На основу претпоставке да је апсида великог триклинијума виле са перистилом била претворена у паганско светилиште, највероватније је бронзана ограда са хермама донета и уграђена накнадно. То мишљење први је изнео у својим објављеним радовима др Милоје Васић, руководилац ископавања на Медијани, из 2000. године, ограда је стајала као олтарска преграда у апсиди триклинијума, такозване „виле с перистилом“, претвореној у паганско светилиште. До овог закључка дошло се полазећи од почетне премисе, да су херме, заједно са оградом, имале улогу граничника, који је раздвајао два простора, световни и профани, имајући при томе у виду и чињеницу постављања бисте Асклепија који, као паганског еквивалента Христа (са особинама и бога и човека), али и херми са ликовима других божанстава.
| „ | Од ограде су сачуване три табле у целини и једна у фрагментима. Нађене су и две херме са бистама Асклепија и Луне. Правоугаоне табле украшене су крстастим и зракастим тракама, на чијим су спојевима аплициране шупље ливене лавље и Медузине главе. Изнад њих је колонада полукружно засвођених ниша са стубићима. Са унутрашње, грубо обрађене стране, на свакој табли оловом су била фиксирана два шиљка са полумесечастим и крстастим орнаментом. Главе божанстава изведене су сумарно, схематизовано и идеализовано, са назначеним атрибутима: полумесецом (Луна) и гениталијама (Асклепије). На доњем делухерме приказана су стопала у апостолкама. | ” |

Како је мушки пандан Луни (Селени) највероватније Сол (Хелије), Хигији Асклепије и Дионис или Херакле, а од женских божанства још можда Дијана - Артемида, Васић М. претепоставља да су на огради највероватније била, поређане слева надесно, статуе следећих божанстава: Асклепије, Сол - Хелије, Дионис или Херакле, Дијана - Артемида, Луна - Селена, Хигија, тако да је свако божанство имало, на другој страни ограде, свој пандан супротног пола.
Капела у којој је ограда стајала била је, највероватније, посвећена „јатричким божанствима“. У прилог овоме иду докази да је у вили 1972. године откривен групни налаз скулптура, међу којима се налазе Асклепије, Хигија, Артемида, Дионис, Херакле и Меркур–Хермес. Претпоставља се да је апсиду „виле с перистилом“ у светилиште претворио император Флавије Клаудије Јулијан, познатији као Јулијан Апостата, за време свог боравка у Наису 361. године. Скулптуре су стајале у самој апсиди, а ограда на њеном улазу.
Значај открића бронзане ограде огледа се и у томе што су у Србији први пут откривене античке херме. Најсажетије речено, појам херме (hermae), означава мермерни или бронзани стуб са представом главе најчешће брадатог Хермеса, а понекад и Диониса, Пана, или Пријапа и фалоса у ерекцији. Херме од бронзе на огради из Медијане стајале су између канцела са бистама које приказују Ескулапа (Асклепија) и Луну, па се може претпоставити да су друге две бисте биле њихови пандани са приказом Хигије и Сола, јер су сачувани само делови изливени у полуканцелу са хермом. Бисте херми потичу из 4. века, вероватно око 320–325. године, када је у Римском царству дошло до поновног оживљавање класичне и хеленистичке уметности.